# Bill Ward
William "Bill" Ward, född 5 maj 1948 i Birmingham, England, är en engelsk musiker, känd som trummis i heavy metal-bandet Black Sabbath. 
Ward var trummis i många band innan han träffade Tony Iommi med vilken han bildade rockbandet Polka Tulk Blues Band som senare byttes till Earth. Bandet bytte senare namn till Black Sabbath och kom att bli en av de mest framgångsrika hårdrocksgrupperna under 1970-talet. Ward lämnade Sabbath 1981 men kom tillbaka från och till, bland annat för inspelningen av albumet Born Again (1983). År 1997 återförenades originalsättningen av Black Sabbath med Bill Ward. 2012 meddelade Bill att han hoppar av Black Sabbath med omedelbar verkan efter att varit missnöjd med kontraktet.
Bill Ward har utgivit tre soloalbum där han själv sjunger; han har även sjungit på två av Black Sabbaths låtar, "It's Alright" på Technical Ecstasy, och "Swinging the Chain" på Never Say Die!.

## Diskografi
- 1990 – Ward One: Along the Way
- 1997 – When the Bough Breaks
- 2015 – Accountable Beasts